# 孟加拉曲腹蛛
孟加拉曲腹蛛（学名：Cyrtarachne bengalensis）为园蛛科曲腹蛛属的动物。分布于印度以及中国大陆的西藏等地。该物种的模式产地在印度。其种加词“bengalensis ”意为“孟加拉的”。